# Nicolas Sarkozy
Nicolas Sarkozy [niko'la saʁko'zi] (uttal (fil)), född Nicolas Paul Stéphane Sárközy de Nagy-Bócsa den 28 januari 1955 i Paris, är en fransk advokat och republikansk politiker. Han var Frankrikes president åren 2007–2012. Han var ledare för det konservativa partiet UMP åren 2004–2012, vars kandidat han även var då han vann presidentvalet 2007 samt när han förlorade presidentvalet 2012. Som president var Sarkozy även furste av Andorra.
Sarkozy representerade en marknadsliberal linje, men ändå med starka protektionistiska inslag. Han ville begränsa invandringen till att omfatta främst utbildade invandrare. Därtill hade han ambitionen att skärpa straffen för ungdomsbrottslingar. Under Parisupploppen 2005 erhöll Sarkozy, som då var inrikesminister, viss uppmärksamhet när han beskrev de aktuella upprorsmakarna som ”slödder” (racailles på franska).
I presidentvalet 2012 förlorade Sarkozy mot socialistiska partiets kandidat François Hollande. Efter att ha lämnat posten som president meddelade Sarkozy att han lämnade den politiska karriären. År 2014 återvände han till politiken med sikte på presidentvalet 2017, men lyckades inte vinna primärvalet i november 2016 utan kom på tredjeplats. Som tidigare president innehar Sarkozy de jure medlemskap i Franska författningsrådet (Conseil constitutionnel).

## Biografi

### Familjehistoria
Nicolas Sarkozy är son till en ungersk invandrare till Frankrike, Pál Sárközy de Nagy-Bocsa, (ungerska nagybócsai Sárközy Pál eller Nagy-Bócsay Sárközy Pál) och en fransk katolsk mor med grekisk-judiska anor, Andrée Mallah. Fadern Pál Sárközy var av en ungersk lågadlig familj som ägde mark och ett mindre herresäte nära byn Allattyán i närheten av Szolnok, som ligger 92 kilometer öster om Budapest. Ungern styrdes av fascister (1920–1944) och var allierat med Nazityskland under andra världskriget, men när Röda armén invaderade Ungern 1944 flydde familjen Sarkozy till Tyskland och Pál Sárközy så småningom till Marseille 1948, där han valde den mer franskklingande namnformen Paul Sarközy de Nagy-Bocsa.
Paul Sarkozy flyttade sedan till Paris där han använde sina konstnärliga egenskaper till att få arbete på en reklamfirma. Han träffade Nicolas Sarkozys mor i Paris 1949 som då studerade juridik och var dotter till Benedict Mallah, en framgångsrik urolog. Paul Sarkozy och Andrée Mallah fick tre söner. Nicolas bror Guillaume Sarkozy, född 1951, är entreprenör inom textilindustrin och Nicolas andre bror François, född 1957, arbetar på ett hälsoföretag. År 1959 skilde sig Paul Sarkozy från sin fru och flyttade ifrån sina tre barn. Han gifte om sig två gånger och fick ytterligare två barn med sin andra fru.

### Bakgrund
Nicholas Sarkozy studerade juridik vid Université Paris Nanterre, där han avlade juristexamen och DEA (Diplôme d'études approfondies) i affärsjuridik 1980. Åren 1979–1981 studerade han även kurser i statsvetenskap vid Sciences Po. Han erhöll behörighetsbevis som advokat 1980 och blev medlem i Paris advokatsamfund. Han har varit advokat åt bland andra Silvio Berlusconi.

## Politisk karriär

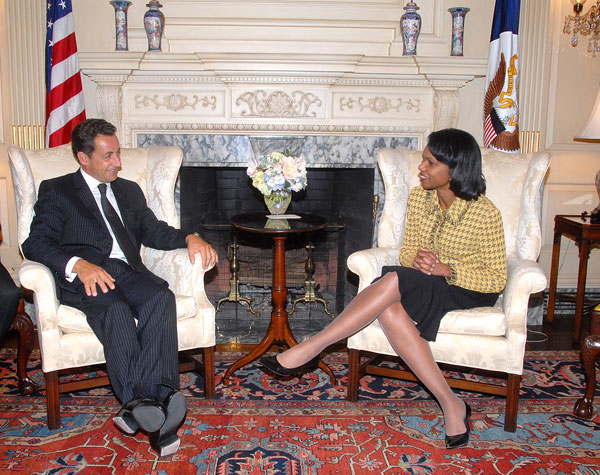
Nicolas Sarkozy och Condoleezza Rice i Washington D.C. (12 september 2006)

Sarkozy gjorde snabbt karriär i Rassemblement pour la République (RPR): 1977 kom han med i partiets centralkommitté som 21-åring. Sarkozy var borgmästare i Neuilly-sur-Seine mellan åren 1983–2002. Åren 1983–1988 var han regionråd i Île-de-France. År 1983 invaldes han i parlamentet och har sedan dess innehaft olika regeringsposter: finansminister och regeringens talesman 1993–1995, kommunikationsminister 1994-1995 samt inrikesminister 2002–2004 och 2005–2007.
Under 2004 följde en kort tid som ”superminister” med ansvar för näringsliv, finans och industri, en post som Sarkozy fick lämna redan i slutet av november 2004 efter påtryckningar från president Jacques Chirac. Konflikten mellan de två blev tydlig. 
Premiärminister Dominique de Villepin återinsatte Sarkozy som inrikesminister 2005. I juni 2005 följde hans uttalande om problem i förorterna med kriminalitet när han besökte Parisförorten La Courneuve: ”nettoyer au Kärcher’ est le terme qui s’impose, parce qu’il faut nettoyer cela.” Sarkozy kritiserades senare öppet för sitt agerande under Parisupploppen 2005 av Dominique de Villepin, president Jacques Chirac och ministern för befrämjande av lika möjligheter. 
Sarkozys andra period som inrikesminister förde honom närmare kandidaturen till posten som fransk president. Chirac stod bakom Villepins kandidatur men Sarkozy vann striden om vem skulle bli UMP:s presidentkandidat och i de allmänna valen 6 maj 2007 valdes han också till fransk president efter att ha besegrat socialisternas Ségolène Royal i valets andra omgång. 

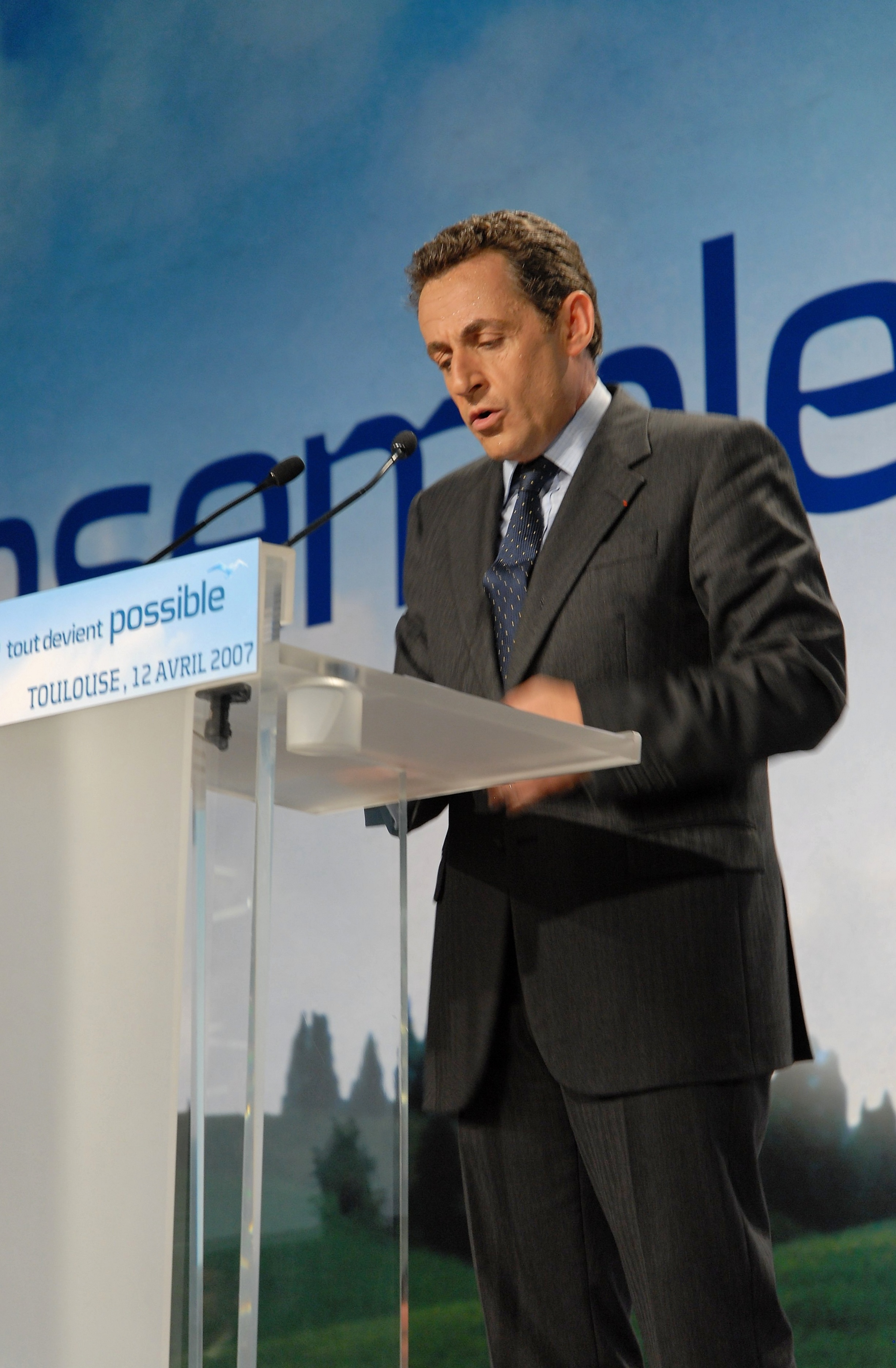
Nicolas Sarkozy under ett valmöte i Toulouse (12 april 2007)

Den 16 maj 2007 tillträdde Sarkozy presidentposten och dagen därpå utnämnde han François Fillon till fransk premiärminister.
Under våren 2010 meddelade Sarkozy att han till hösten samma år tänkte genomföra en omfattande pensions- och arbetsmarknadsreform i hopp om att få ordning på Frankrikes haltande ekonomi och allt högre arbetslöshet. Reformen skulle bland annat höja pensionsåldern från 60 till 62 år. Reformförslaget mötte ihärdig kritik från landets många fackförbund som utlyste masstrejker som tidvis lamslog landet. Sarkozy och hans regering visade dock inte några tecken på att slopa reformen. Arbetet med pensionsreformen avbröts dock i samband med Sarkozys förlust i presidentvalet 2012 till socialisten François Hollande.

### Fängelse
Sarkozy dömdes till 3 års fängelse i mars 2021. Anledningen till domen var att han hade erbjudit en domare en attraktiv tjänst i Monaco i utbyte mot information om ett rättsfall gällande misstankar om att Sarkozy tagit emot otillåtna kampanjdonationer från affärskvinnan Liliane Bettencourt.

## Privatliv
Sarkozy är i sitt tredje äktenskap och har fyra barn, två från det första äktenskapet, och ett från det andra äktenskapet och ett från nuvarande äktenskapet. Den 18 oktober 2007 offentliggjordes att han skulle skilja sig från andra hustrun Cécilia. Den 2 februari 2008 gifte Sarkozy om sig med sångerskan och fotomodellen Carla Bruni, med vilken han har en dotter född den 19 oktober 2011.
Han är katolik.

## Utmärkelser
- Storkors med kedja av Södra korsets orden,  2009[10]
- Ordenskedja för riddare av Gyllene Skinnets orden,  2011[11]
- Prix de l'appel du 18 Juin,  2014
- Leopoldorden
- Karl III:s orden
- Storkors av Hederslegionen
- Mubarak den stores orden
- Sankt Görans segerorden
- 7 november 1987-orden
- Qatars självständighetskedja
- Karl den heliges orden
- Riddare av Hederslegionen
- Första klass av Jaroslav den vises orden
- Riddare med storkors av Bathorden
- Storkorset av Nationalförtjänstorden
- Gyllene örnens orden
- Kommendör av Kronorden
- Hederslegionens stormästare
- Armeniens ryktbarhetsorden
- Hedersdoktor vid Moskvas statliga institut för internationella relationer[12]
- Stara Planina-orden

[Redigera Wikidata]